# Етногенеза
Етногенеза је проучавање настанка и развоја неке етничке групе или народа издвајањем из већих скупина. Разлози издвајања могу бити различити али су најчешће велики друштвени и социјални поремаћаји као што су: распад римског, односно византијског царства, велике сеобе народа. Питање етногенезе често, поред социјалних, укључује и политичке разлоге, интересе или идеологију што битно утиче на целокупан развој народа или велике групе која се издвојила из целине. У савременим социо-психолошким студијама налазимо трагове давних утицаја митова и легенди што понекад значајно утиче и на актуелно понашање или оријентацију народа.